# غارب الشمس (الشاهل)

تعديل مصدري - تعديل

غارب الشمس هي إحدى قرى عزلة جانب اليمن بمديرية الشاهل التابعة لمحافظة حجة، بلغ تعداد سكانها 80 نسمة حسب تعداد اليمن لعام 2004.